# International Emmy Award de la meilleure série télévisée dramatique
L’International Emmy Award de la meilleure série dramatique (International Emmy Award for Best Drama Series) est une récompense de télévision décernée par l'International Academy of Television Arts and Sciences pendant la cérémonie annuelle des International Emmy Awards.

## Palmarès

### Années 2000
- 2002 : Rejseholdet[1],  Danemark
  - All Stars: De serie,  Netherlands
  - Always Greener,  Australie
  - At Home with the Braithwaites,  Royaume-Uni

- 2003 : Nikolaj og Julie[2],  Danemark
  - Cuéntame,  Espagne
  - MDA,  Australie
  - Waking the Dead,  Royaume-Uni

- 2004 : Waking the Dead[3],  Royaume-Uni
  - Krøniken,  Danemark
  - Shameless,  Royaume-Uni
  - Schimanski, Schimanski,  Allemagne

- 2005 : The Eagle: A Crime Odyssey[4],  Danemark
  - The Cadets,  Russie
  - Spooks,  Royaume-Uni
  - New Tricks,  Royaume-Uni

- 2006 : Life on Mars[5],  Royaume-Uni
  - Mandrake,  Brésil
  - Sinhá Moça,  Brésil
  - Vincent,  Royaume-Uni

- 2007 : The Street,  Royaume-Uni
  - Mothern,  Brésil
  - Forbrydelsen,  Danemark
  - Home Affairs,  South Africa

- 2008 : Life on Mars[6],  Royaume-Uni
  - Home Affairs,  South Africa
  - Mandrake,  Brésil
  - The Killing,  Danemark

- 2009 : The Protectors[7],  Danemark
  - Capadocia,  Mexique
  - The Land of the Wind,  South Korea
  - Sokhulu & Partners,  South Africa
  - Spooks,  Royaume-Uni

### Années 2010
- 2010 : The Street[8],  Royaume-Uni
  - Forbrydelsen,  Danemark
  - Epitafios,  Argentine
  - Saka no Ue no Kumo,  Japon

- 2011 : Accused[9],  Royaume-Uni
  - Engrenages,  France
  - Saka no Ue no Kumo,  Japon
  - Na Forma da Lei,  Brésil

- 2012 : Braquo[10],  France
  - ICAC Investigators 2011,  Chine
  - The Kitchen Musical,  Singapour
  - The Slap,  Australie
  - El Líder Social,  Argentine

- 2013 : Les Revenants[11],[12],  France
  - Maalaala Mo Kaya,  Philippines
  - Accused,  Royaume-Uni
  - O Brado Retumbante,  Brésil

- 2014 : Utopia[13],  Royaume-Uni
  - Prófugos,  Chili
  - Tunnel,  France
  - Yae no Sakura,  Japon

- 2015 : Engrenages,  France
  - Mozu,  Japon
  - Psi,  Brésil
  - My Mad Fat Diary,  Royaume-Uni

- 2016 : Deutschland 83,  Allemagne
  - 19-2,  Canada
  - La casa del mar,  Argentine
  - Waiting for Jasmin,  Émirats arabes unis

- 2017 : Mammon,  Norvège
  - Moribito: Guardian of the Spirit,  Japon
  - Justiça,  Brésil
  - Wanted,  Australie

- 2018 : La Casa de Papel  Espagne
  - Urban Myths,  Royaume-Uni
  - Inside Edge,  Inde
  - 1 Contra Todos,  Brésil

- 2019 : McMafia,  Royaume-Uni
  - Bad Banks,  Allemagne
  - 1 Contra Todos,  Brésil
  - Sacred Games,  Inde

### Années 2020
- 2020 : Delhi Crime[14],  Inde
  - Charité,  Allemagne
  - Criminal: UK,  Royaume-Uni
  - El jardín de bronce,  Argentine

- 2021 : Tehran[15],  Israël
  - Aarya,  Inde
  - El Presidente,  Chili
  - There She Goes,  Royaume-Uni

- 2022 : Vigil[16],  Royaume-Uni
  - Lupin,  France
  - Reyka,  Afrique du Sud
  - Narcos: Mexico,  Mexique

- 2023 : Die Kaiserin,  Allemagne
  - Extraordinary Attorney Woo,  Corée du Sud
  - Iosi, el espía arrepentido,  Argentine /  Uruguay
  - The Devil's Hour,  Royaume-Uni

- 2024 : Les Gouttes de Dieu,  France /  États-Unis /  Japon[17],[18]